# Szamosújvár
Szamosújvár (románul Gherla, örményül Հայաքաղաք – Hájákághák, németül Neuschloss vagy Armenierstadt, latinul Armenopolis, szászul Naischloß) város Romániában, Erdélyben, Kolozs megyében. Az erdélyi örmények legfontosabb központja, az örmény katolikus püspökség székhelye.

## Fekvése
Kolozsvártól 45 km-re északra fekszik.

## Nevének eredete
Nevét a Martinuzzi Fráter György által 1540 körül építtetett várkastélyról kapta, aki itt tartotta kincseit.

## Története

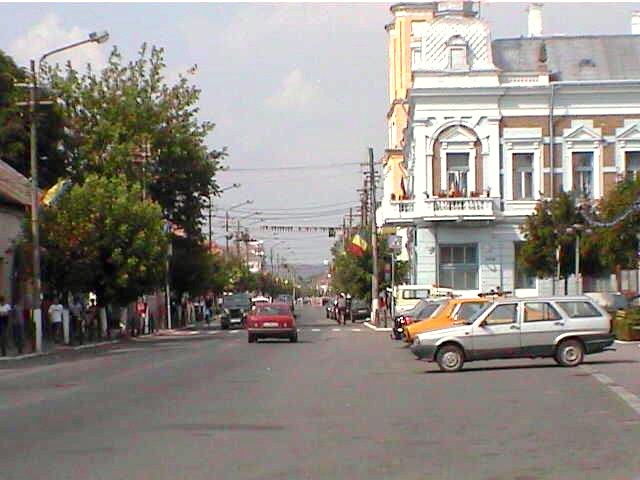
Szamosújvár főútja

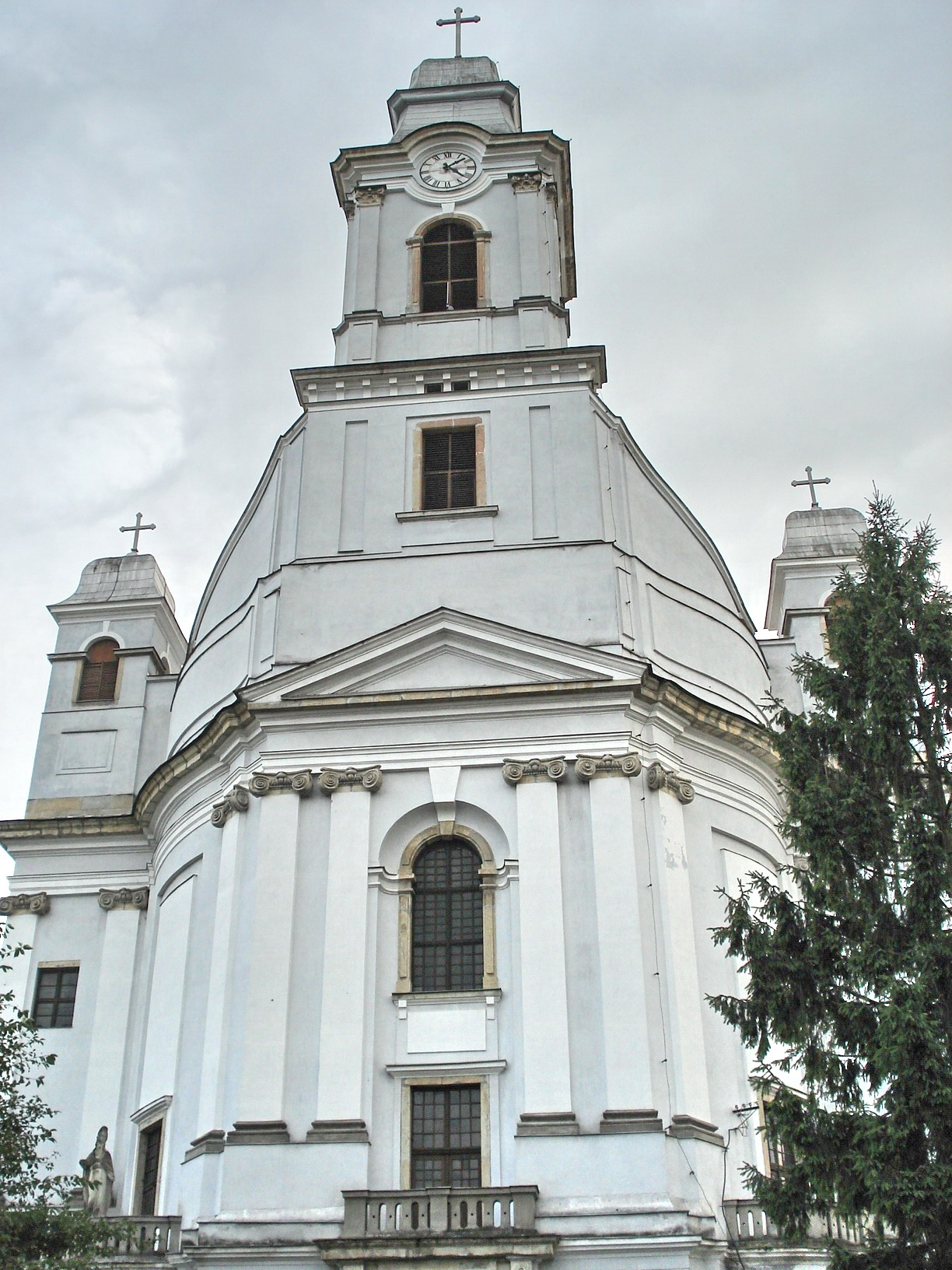
Az örmény katolikus templom

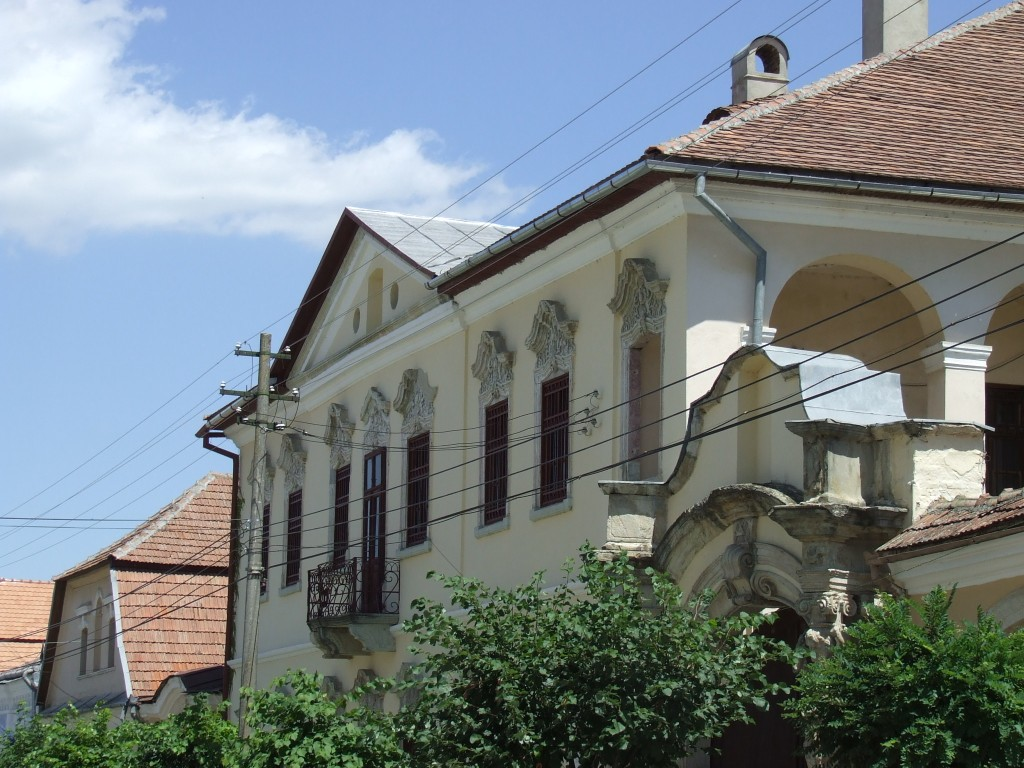
Helytörténeti Múzeum

A Kis-Szamos völgye már az őskorban lakott terület volt. A rómaiak idejében, a mai város déli bejáratánál római castrum állott, feltételezett neve Congri. Maradványait a város kialakulásakor beépítették a házakba.
Helyén a középkorban Gerla falu állt, melynek emlékét a város mai román neve őrzi. 1291-ben említik először Gerlahida néven. Tény, hogy a dési sóút itt kelt át a Kis-Szamoson. Ekkor már hídja és megerősített várhelye van. 1552-ben Wyiwar néven említik. A falut az évszázadok során többször elpusztították.
A település akkor vált jelentőssé, amikor 1540 körül Fráter György várkastélyt építtetett ide. Ezt 1556-ban Kendi Ferenc ostrommal foglalta el Dobó István erdélyi vajdától. Innen szökött meg Dobó 1557. november 6-án, miután Izabella királyné különböző üzelmei miatt lecsukatta. 1594-ben Báthory Zsigmond itt végeztetett ki több ellenzéki főurat, akik vonakodtak a török ellen vonulni – köztük unokatestvérét, Báthory Boldizsár fejedelmi tanácsost. A várkastélyt 1619 és 1652 között többször is átalakították. 1661-ben a török kifosztotta, 1786-tól az átalakított várat börtönnek használták, majd 1856-ban bővítették. Bástyáit jórészt lebontották.
A Rákóczi-szabadságharc alatt pusztították el utoljára a falut.
A várost a 18. század elején az Erdélybe telepedett örmények alapították újra Gerla helyén. Őket I. Apafi Mihály fogadta be, 1672-ben. 1696-ban I. Lipót rendeletére megkapták a szamosújvári uradalmat, és 1700-ban Verzár Oxendius engedélyt kapott városépítésre, amelynek alapjait Alexa római mérnök tervei alapján rakták le. Ez volt Kelet-Európa első előre megtervezett városa. Utcahálózata ma is szabályos négyszögeket alkot. 1712-ben száz örmény család telepedett itt le. Először bérbe, majd örökáron vették meg az uradalmat. A város gyors fejlődésnek indult. Lakói gazdag tímárok (pontosabban tobakosok, szattyán és kordovánkészítők) és marhakereskedők voltak. 1786. október 9-től II. József szabad királyi város rangjára emelte. 1849-ben, majd 1861–76 között Doboka vármegye székhelye volt.
1910-ben 6857 lakosából 4630 magyar, 1881 román és 190 német volt. A trianoni békeszerződésig Szolnok-Doboka vármegye Szamosújvári járásának székhelye volt.
A 20. században kezdődött az örmény városi közösség hanyatlása, az első világháború után megbomlott a zárt örmény–magyar etnikai jelleg, a második világháború után elveszítették gazdasági erejüket, és tömegesen kivándoroltak. A mai lakosság javarészt a környező falvakból költözött be az 1950-es évektől.[forrás?]
2000-ben municípiumi rangot kapott.
2002-ben 24 083 lakosából 19 243 román, 4086 magyar, 657 cigány és 30 német volt.
2011-ben 20 982 lakosából 16 636 román, 3380 magyar, 148 cigány és 9 német anyanyelvűt írtak össze. 796 fő nem nyilatkozott a hovatartozásáról. A nemzetiségre vonatkozó adatok az alábbi táblázatban találhatóak.

## Lakosság
A város lakosságának és nemzetiségi összetételének változását az alábbi táblázat mutatja:

## Látnivalók
A város Közép-Európa talán egyetlen barokk szerkezetű és építészeti szellemiségű városa: párhuzamos utcák, átlós mellékutcák, szimmetrikusan elrendezve a központi piac két oldalán. Ezeken az utcákon mindenhol megtaláljuk a jellegzetes, dúsan faragott ablakszemöldökű, magas tetejű barokk házakat és a visszafogottabb díszítésű hangulatos, klasszicista épületeket.
- Martinuzzi-kastély (Bálványos-Újvár) (ma börtön)

A mezőségi út védelmére épült 13. századi várhelyet először Szatmári Laczk Jakab, erdélyi vajda erősíttette meg. Nagyobbrészt az 1540–41-es években épült tovább Martinuzzi Fráter György idejében, Domenico da Bologna tervei alapján. 1619–52 között tovább erősítették Giovanni Landi és Agostino Serena irányításával. Nagyobbrészt reneszánsz és barokk stílusjegyeket visel magán. 1787 után fogháznak használták. 1856–59 között háromemeletes épületet toldottak hozzá.
A várhoz kötődő fontosabb események: 1553–56 között várkapitánya Dobó István, az egri hős; 1594-ben Báthory Zsigmond parancsára itt fojtották meg a két erdélyi főurat, Báthory Boldizsárt és Kovacsóczy Farkast; 1869 után haláláig ide volt bezárva Rózsa Sándor. Sírja a fogház melletti temetőben található. A kommunizmus idejében a legszigorúbb rendszerű politikai börtön volt.
- Az örmény-katolikus székesegyház

A főtéren található, jellegzetes osztrák-barokk stílusban épült. Tornya és homlokzata a többszöri átépítés miatt klasszicizáló jelleget mutat. 1748-ban kezdték építeni, 1780-ban és 1793-ban ledőlt a tornya, 1804-ben avatták fel. Építői között Thalinger Frigyes, Uberlakher Antal, Jung József az ismertebbek. Szobordíszeit és kisoltárait Hoffmayer Simon és a Csűrös testvérek készítették. 1806-ban I. Ferenc császártól, a legenda szerint mivel nem tudta visszafizetni az örményektől aranyban felvett kölcsönt, egy nagy művészi értékű főoltárképet kaptak, Krisztus levételét a keresztről. Ezt Rubensnek tulajdonítják, de valószínűbb, hogy egy tanítványa készítette. A kalandos történetű kép 1999 óta látható ismét a templomban.
- A Salamon-templom (Boldogasszony-templom)

A legelső örmény-katolikus templom 1723-ban épült a Simai Salamon adományozta telken és költségén. Erről szól a homlokzati felirat is.
- A ferencrendi zárdatemplom (Bobalna utca 8)

1745-ben telepedik le a ferences rend, 1748–57 között építették a templomukat, majd a zárdát. 1855-ben leégett, tornya és homlokzata 1778-ban épült.
- A múzeum épülete (volt Karátsonyi-ház)

Az épület egyike a még meglévő emeletes barokk örmény házaknak (másik a Lászlóffy-ház). Ennek külön jellegzetessége barokk kapuzata, amelyet két vaskos Atlasz-szobor tart.

## Híres emberek
- Itt élt 1700-ban Verzár Oxendius örmény püspök
- Itt született 1780. június 2-án Gorove László helytörténész, író.
- Itt született 1830-ban Helfy Ignác magyar politikus, országgyűlési képviselő, író.
- Itt született 1843-ban Esztegár Vártán József mechitarista rendi szerzetes, érsek.
- Itt született 1845. március 12-én Moldován Gergely erdélyi román etnográfus, irodalomtörténész, egyetemi tanár, újságíró.
- Itt halt meg 1863. június 29-én Ioan Alexi görögkatolikus püspök, nyelvész
- Itt született 1875. augusztus 21-én Bányai Elemér író.
- Itt született 1882-ben Terhes Gyula nyomdász, lapszerkesztő.
- Itt született 1888-ban Semlyén Hugó publicista, elbeszélő, műfordító.
- Itt született 1893-ban Tellmann József lapszerkesztő, közíró.
- Itt született 1895-ben Mártonfi István belgyógyász, orvosi szakíró, közíró.
- Itt született 1903-ban Mártonfi László gyógyszerész, gyógyszerészeti szakíró, egyetemi oktató.
- Itt született 1920-ban Bocsánczy János bányamérnök, egyetemi tanár, dékán.
- Itt született 1930. augusztus 10-én Sztranyiczki Gábor filozófus, filozófiai szakíró.
- Itt született 1932. február 18-án Pongrátz Gergely, a Corvin-közi felkelők parancsnoka. (Édesapja 1940-ben a város polgármestere volt.)
- Itt született 1939. október 24-én Flórián Antal színművész.
- Itt született 1944. május 25-én Kegyes Csaba építészmérnök, építészeti szakíró.
- Itt született 1946. február 11-én Vorzsák Magdolna közgazdász, közgazdasági szakíró, egyetemi oktató.
- Itt, a várbörtönben raboskodott 1873-tól haláláig Rózsa Sándor, sírja a rabtemetőben van.
- Itt élt Czetz János 1848-as szabadságharcos. A helybéli cserkészcsapat névadója
- Itt élt Szongott Kristóf – tanár és történész, az Armenia folyóirat alapítója és szerkesztője.
- Itt halt meg Lukácsy Kristóf esperes, történész, író, az örmény-katolikus fiúintézet megalapítója és támogatója.
- Itt született Matyasovich Henrik jezsuita szerzetespap 1923. április 28-án.
- Itt végezték ki államellenes tevékenység vádjával 1957. június 26-án Teodor Mărgineanu főhadnagyot, 1958. december 2-án Sass Kálmán református lelkészt és Hollós István tanítót, valamint 1959-ben Szígyártó Domokos molnárt.
- Itt született és itt halt meg Alexa Ferenc (1890–1957) örmény katolikus plébános és szótáríró.
- Itt született Lengyel Endre (Szamosújvár, 1893. máj. 8. – Bp., 1981. márc. 16.): geológus, főiskolai és ny. rk. egyetemi tanár (1940), a föld- és ásványtani tudományok kandidátusa (1956).

## Testvérvárosai
- Yzeure, Franciaország, 1995
- Aba, Magyarország, 1998
- Nendaz, Svájc, 1999
- Forchheim, Németország, 2000
- Idzsevan, Örményország, 2012
- Poski Trambesh, Bulgária, 2014
- Ronneby, Svédország, 2016
- Kiryat Motzkin, Izrael, 2016 [14]